# Golfe Avatchinski
Pour la petite baie située au centre du golfe, voir baie d'Avatcha.
Ne doit pas être confondu avec Baie d'Avatcha.
Le golfe Avatchinski (en russe : Авачинский залив, Avachinskiy zaliv) est un grand golfe situé au sud-est de la péninsule du Kamtchatka, en Russie. Le golfe doit son nom au volcan Avatchinski. Avatcha signifie « étranger » (c’est-à-dire « russe ») en itelmène, la langue des anciens autochtones peuplant la péninsule.
La baie d'Avatcha, qui abrite sur ses rives les villes de Petropavlovsk-Kamtchatski et Vilioutchinsk est située au centre du golfe Avatchinski. D'autres baies, plus petites, sont également situées à l'intérieur du golfe : les baies Tarya, Tikhaïa, Rakovaïa, Babiya, Petropavlovskaïa, Seroglazka, Mokhovaïa. Le golfe Avatchinski est délimité par la péninsule Chipounski (au nord) et par le cap Povorotny au sud-ouest. 
Le golfe Avatchinski et la baie d'Avatcha ont été cartographiés lors de la première expédition du Kamtchatka, menée par Vitus Béring en 1729.
Les fleuves Avatcha et Paratounka (ru) se jettent dans la baie d'Avatcha, alors que le fleuve Nalycheva (ru) se jette directement dans le golfe.
L'île Kracheninnikov et l'île Staritchkov — situées dans le golfe — sont célèbres pour leurs colonies d'oiseaux marins et sont protégées : la première est gérée par l'Institut de Géographie du Pacifique et la deuxième par le parc naturel de Nalytchevo.